# Distretto di Anco (Huancavelica)
Il distretto di Anco è uno degli undici distretti della  provincia di Churcampa, in Perù. Si trova nella regione di Huancavelica.